# Paulina Brzeźna-Bentkowska
Paulina Brzeźna-Bentkowska, née le 10 septembre 1981 à Środa Śląska, est une coureuse cycliste polonaise. Elle a été championne de Pologne sur route en 2005 et 2008 et s'est classée huitième de la course en ligne des Jeux olympiques de 2008.

## Biographie
Elle termine sa carrière en 2017 avec le club amateur MAT Atom Deweloper. Elle en devient ensuite directrice sportive adjointe. Pour la saison 2022, l'équipe accès au circuit UCI continental.

## Palmarès
- 1998
  - 3e du championnat de Pologne sur route
- 1999
  - 3e du championnat de Pologne sur route
- 2001
  - 3e du championnat de Pologne sur route
- 2002
  - 3e du championnat de Pologne sur route
- 2003
  - 2e du championnat de Pologne sur route
  - 3e du championnat de Pologne du contre-la-montre
  - 8e du Trofeo Alfredo Binda-Comune di Cittiglio
- 2004
  - 2e du championnat de Pologne sur route
- 2005
  - Championne de Pologne sur route
- 2006
  - 2e du championnat de Pologne sur route
  - 3e du championnat de Pologne du contre-la-montre
  - 3e de l'Eko Tour Dookola Polski
- 2008
  - Championne de Pologne sur route
  - 2e étape du Tour féminin en Limousin
  - 2e du championnat de Pologne du contre-la-montre
  - 8e de la course en ligne des Jeux olympiques
- 2009
  - 2e du championnat de Pologne du contre-la-montre
  - 3e du championnat de Pologne sur route
- 2010
  - 2e du championnat de Pologne du contre-la-montre
- 2011
  - 2e du championnat de Pologne sur route
- 2012
  - 2e du championnat de Pologne sur route
  - 10e du championnat du monde sur route
- 2013
  - 3e étape de Gracia Orlova
  - 1re étape du Tour de Feminin - O cenu Ceskeho Svycarska
  - 2e du championnat de Pologne sur route
  - 3e du championnat de Pologne du contre-la-montre
- 2014
  - Gracia Orlova :
    - Classement général
    - 1re et 3e étapes